# Николас II Бернули
Вижте пояснителната страница за други личности с името Бернули.
Николас II Бернули (на немски: Nicholas II Bernoulli, още срещан и като Nicolas, Niklaus, Nikolaus, Nicolaus) е швейцарски математик, член на математическата династия Бернули, син на Йохан Бернули, брат на Даниел Бернули и Йохан II Бернули.

## Биография
Роден е на 6 февруари 1695 година в Базел, Швейцария. На 13 години постъпва да учи в Базелския университет. От 1725 е професор по математика в Академията на науките на Санкт Петербург, където умира от туберкулоза на 31 юли 1726 година, едва осем месеца след пристигането си.

## Научна дейност
Занимава се с уравнението на Рикати, с приложението на интегриращия множител в решаването на диференциални уравнения. Има трудове и по механика.